# فيليكس ماريا كاليخا ديل ري
فيليكس ماريا كاليخا ديل ري (بالإسبانية: Félix María Calleja del Rey)‏ هو عسكري إسباني، ولد في 1 نوفمبر 1753 في ميدينا ديل كامبو في إسبانيا، وتوفي في 24 يوليو 1828 في بلنسية في إسبانيا.